# Daytona 500

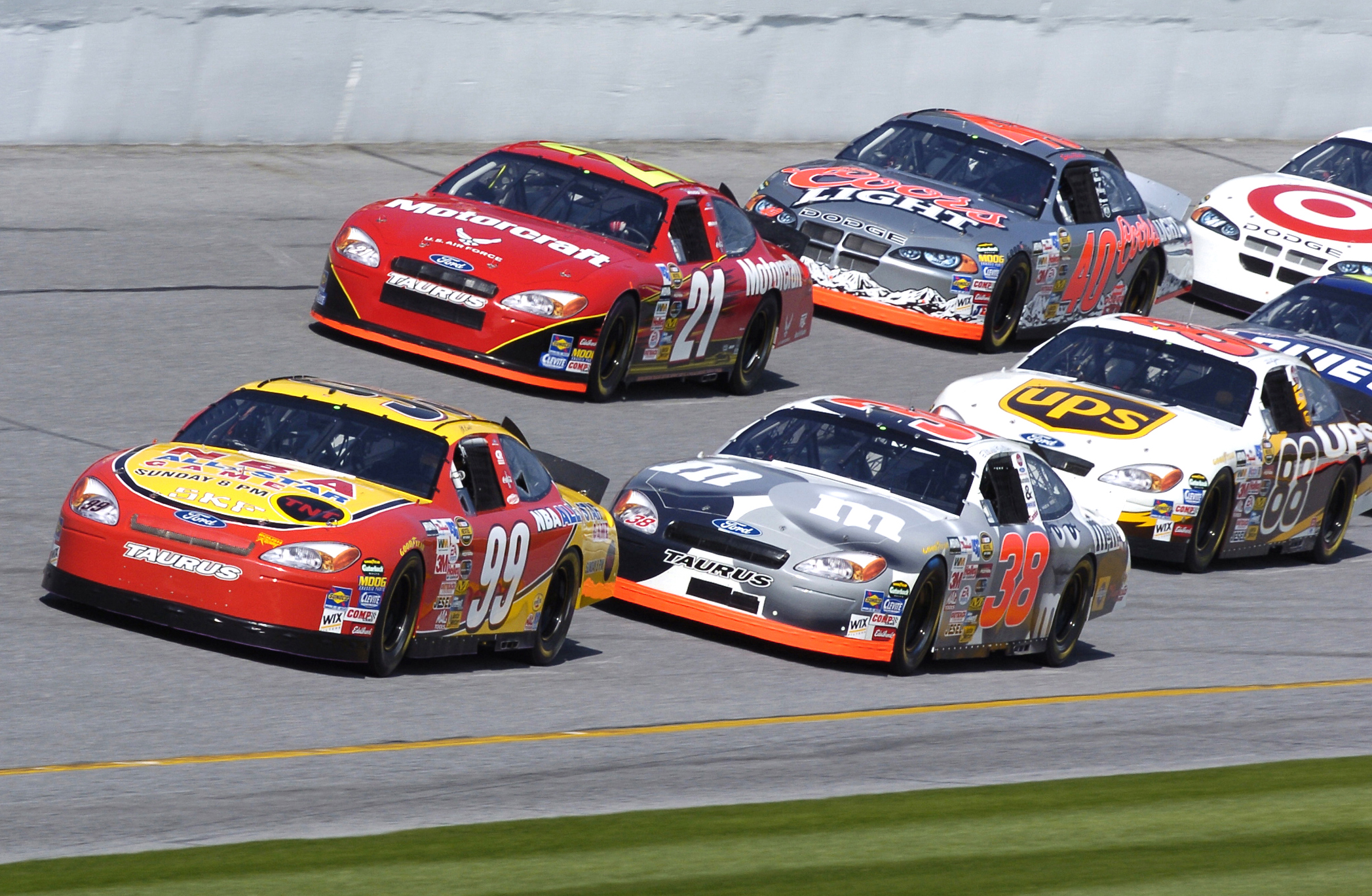
Trening przed wyścigiem Daytona 500 (2004)

Daytona 500 – coroczny wyścig samochodowy przeprowadzany przez organizację NASCAR i rozgrywany na dystansie 500 mi (804,67 km), czyli 200 okrążeń na torze Daytona International Speedway w Daytona Beach na Florydzie. Pierwsza edycja wyścigu miała miejsce w 1959 roku.
17 lutego 2008 roku odbyła się jubileuszowa, 50. edycja wyścigu.